# Circolare
Una circolare (anche formalmente lettera circolare) è una comunicazione scritta che in un'organizzazione di un ente pubblico o privato, viene inviata ad una pluralità di destinatari per impartire ordini, dare disposizioni o trasmettere informazioni. Il termine deriverebbe dal gergo militare, dove designava l'ordine che un portaordini doveva consegnare ad una pluralità di comandi o uffici.

## Caratteristiche
Sostanzialmente consiste in una lettera  o in un documento in formato elettronico ma anche una comunicazione telematica (ad esempio, un'e-mail). L'uso delle circolari è tipico delle organizzazioni burocratiche, pubbliche e private, dove vengono utilizzate dai superiori per impartire ordini e disposizioni ai loro subordinati, definire linee guida di operazione e produzione, oppure per interpretare norme giuridiche (soprattutto nell'ambito della pubblica amministrazione)

## Nel mondo

### Italia
In Italia, la circolare non è considerata un atto normativo. Dal punto di vista giuridico gli ordini e le disposizioni contenute nella circolare hanno validità limitata all'ordinamento interno dell'organizzazione e non trovano, quindi, applicazione nei confronti degli estranei che si rapportano con essa. Nella pratica le circolari sono largamente utilizzate nelle amministrazioni pubbliche, i cui uffici interpretano ed applicano le norme di legge secondo le indicazioni in esse contenute.
Nel diritto amministrativo italiano l'inosservanza delle istruzioni contenute in una circolare da parte dell'organo che ha adottato un atto amministrativo è considerata figura sintomatica del vizio di eccesso di potere e può, quindi, portare all'annullamento dell'atto. Tuttavia la giurisprudenza ritiene che: "La pubblica amministrazione può in via generale discostarsi dalle indicazioni contenute in una circolare, motivando adeguatamente tale scelta sulla base della concreta e specifica conformazione che si ritiene conveniente debba assumere la cura del pubblico interesse".